# Waldau (Namibia)
Waldau ist eine Farm und Ansiedlung im Süden der Region Otjozondjupa im zentralen Namibia. Sie liegt etwa 60 Kilometer nördlich von Windhoek und etwa 15 Kilometer westlich von Okahandja an der Eisenbahnlinie zwischen Swakopmund und Windhoek (heute Bahnstrecke Windhoek–Kranzberg, bis 1990 Bahnstrecke Swakopmund–Windhoek) sowie an der Nationalstraße B2.
In der deutschen Kolonialzeit war Waldau Poststation und hatte einen Haltepunkt an der kolonialen Bahnstrecke Swakopmund–Windhoek.